# Francisco Montes
Sotero Francisco Montes Varela (ur. 22 kwietnia 1943 w Zacatecas) – meksykański piłkarz występujący na pozycji środkowego obrońcy.

## Kariera klubowa
Montes rozpoczynał swoją karierę w wieku 21 lat jako zawodnik beniaminka najwyższej klasy rozgrywkowej, klubu Tiburones Rojos de Veracruz, w którego barwach zadebiutował w meksykańskiej Primera División w sezonie 1964/1965. W zespole tym występował przez zdecydowaną większość swojej kariery; podczas pierwszego pobytu spędził w nim osiem lat, lecz mimo pewnego miejsca w wyjściowej jedenastce nie zdołał odnieść żadnego większego osiągnięcia, poza dotarciem do finału krajowego pucharu – Copa México w rozgrywkach 1967/1968. W połowie 1974 roku przeniósł się do stołecznego miasta Meksyk, gdzie podpisał umowę z Atlético Español. W ekipie tej grał przez dwa lata, notując największy sukces w karierze piłkarskiej – wicemistrzostwo Meksyku w sezonie 1973/1974. Bezpośrednio po tym osiągnięciu powrócił do Veracruz, gdzie w wieku 33 lat zakończył profesjonalną karierę.

## Kariera reprezentacyjna
W reprezentacji Meksyku Montes zadebiutował za kadencji selekcjonera Raúla Cárdenasa, 18 lutego 1970 w wygranym 2:0 meczu towarzyskim z Bułgarią. W tym samym roku znalazł się w składzie powołanym przez Cárdenasa na Mistrzostwa Świata w Meksyku. Tam pełnił jednak rolę rezerwowego i ani razu nie pojawił się na boisku, zaś Meksykanie, pełniący wówczas rolę gospodarzy, po raz pierwszy w historii zdołali wyjść z grupy, w której zajęli drugie miejsce, lecz odpadli z mundialu zaraz potem, w ćwierćfinale. Później rozegrał jeszcze dwa mecze w nieudanych eliminacjach do Mistrzostw Świata 1974, na które meksykańska kadra kosztem Haiti nie zdołała się jednak zakwalifikować. Ogółem swój bilans reprezentacyjny zamknął na osiemnastu rozegranych spotkaniach bez zdobyczy bramkowej.